# Hellbringer
Hellbringer ist eine australische Black- und Thrash-Metal-Band aus Canberra, die im Jahr 2007 unter dem Namen Forgery gegründet wurde.

## Geschichte
Die Band wurde im Jahr 2007 unter dem Namen Forgery gegründet. Anfangs spielte sie nur Cover von Bands wie Venom, Sodom und Slayer, kurz darauf begann sie mit dem Schreiben eigener Stücke. Nachdem ein Demo und eine EP veröffentlicht wurden, änderte die Band ihren Namen in Hellbringer, da eine norwegische Band namens Forgery bei Candlelight Records unterschrieben hatte; die Musiker und Costa Stoios von Iron Pegasus Records hielten eine Umbenennung für ratsam, um Verwechslungen oder Probleme zu vermeiden. Im Jahr 2011 veröffentlichte die Band eine selbstbetitelte EP bei Iron Pegasus Records. Im Jahr 2012 veröffentlichte die Band ihr Debütalbum Dominion of Darkness bei High Roller Records.

## Stil
Die Band spielt eine Mischung aus Thrash- und Black-Metal, wobei Bands wie Deströyer 666, Mortal Sin, Gospel of the Horns, frühe Slayer, Possessed und Armoured Angel genannt werden können. Als Haupteinfluss nennt Luke Bennett Sodom, außerdem Venom und Bands wie Destruction, Hobbs’ Angel of Death, Armoured Angel und die Frühwerke von Slayer und Kreator. Die Lieder behandeln dunkle und böse Themen, aber die Band nimmt satanistische Themen „nicht besonders ernst. Wir glauben nur, es passt zu der Musik, die wir hauptsächlich spielen, und es stimmt mit der Ästhetik überein. Andererseits kann man nicht sagen, dass uns solche Themen nicht interessieren.“

## Diskografie
als Forgery
- 2008: Forgery (Demo, Eigenveröffentlichung)
- 2009: Hellbringer (EP, Eigenveröffentlichung)

als Hellbringer
- 2011: Hellbringer (EP, Iron Pegasus Records)
- 2012: Dominion of Darkness (Album, High Roller Records)
- 2016: Awakened from the Abyss (Album, High Roller Records)